# Logrian-Florian
Logrian-Florian är en kommun i departementet Gard i regionen Occitanien i södra Frankrike. Kommunen ligger i kantonen Sauve som tillhör arrondissementet Le Vigan. År 2022 hade Logrian-Florian 263 invånare.

## Befolkningsutveckling
Antalet invånare i kommunen Logrian-Florian
Referens:INSEE